# Vlaamse tweekleurenreeks
Vanaf 1959 werden in Vlaanderen de verhalen van Suske en Wiske uitgegeven in de Vlaamse tweekleurenreeks. Nieuwe en enkele oude verhalen (uit de Vlaamse ongekleurde reeks) kregen een rode steunkleur.
Parallel aan deze reeks liep de Hollandse tweekleurenreeks. Later ontstond de Gezamenlijke tweekleurenreeks en nog later verscheen de Vierkleurenreeks. In de laatstgenoemde reeks werden de oude verhalen opnieuw opgenomen.
De hierboven genoemde reeksen worden gezamenlijk de Rode reeks genoemd.